# Ог
Ог (ивр. עוֹג‎) — царь аморреев, упомянутый в Торе, в книгах Числа и Второзаконие. Правил областью Васан (Башан) в период, предшествующий завоеванию земли Израиля евреями. Последний из живых на тот момент рефаимов (3:11), библейских гигантов.
Владел 60-ю городами (3:4). Подданные занимались преимущественно скотоводством.
Был побеждён евреями под руководством Моисея во втором крупном сражении в войне за завоевание Земли Израиля — сражении при Едрее (в первом сражении евреи победили аморейского царя Сихона). После победного сражения у Едреи евреи овладели всей территорией Башана (Чис. 21:32—35). Состав данного царства обстоятельно описан во Второзаконии (3:10) и в Книге Иисуса Навина (12:4, 5; 13:12). При разделе Земли Израиля по коленам эта область перешла во владения колена Манассии.
В земле Ога находился по Моисееву закону один из трёх городов-убежищ «убийц по неосторожности»: «Голан в Васане» (Втор. 4:41, 42).
Согласно писаниям (Втор. 3:11), «одр железный», — ложе Ога, — размерами в 9 локтей в длину и 4 локтя в ширину (4.05 на 1.80 м, если принять длину библейского «локтя» за 45 см), ещё длительное время хранилось в Равве, столице аммонитян. Упоминание этой детали, которой не мог знать Моисей, со времён Спинозы является аргументом против его авторства Пятикнижия. Рамбан, комментируя этот стих, пишет, что акцентирование того, что одр был железный, должно дополнительно подчёркивать размеры Ога, масса которого была такова, что деревянное ложе (обычное для того времени) его бы не выдержало.
Некий Ог упоминается в финикийской надписи ок. 500 года до н. э., впервые опубликованной в 1974 году.

## Мидраш
В мидраше личность Ога, весьма скупо описанная в тексте Торы, получает дополнительное развитие:
- Ог родился до Потопа. Потоп он пережил, получив разрешение от Ноя держаться за Ковчег, находясь снаружи.
- Упоминаемый в книге Бытие (14:13) беглец, принесший Аврааму весть о пленении Лота, был Ог.

## В кино
- Ной / Noah (2014; США) режиссёр Даррен Аронофски, Ога озвучил Фрэнк Ланджелла.